# Ha 137 (航空機)
ブローム・ウント・フォス Ha 137
Ha 137 V-5
- 用途：急降下爆撃機
- 製造者：ブローム・ウント・フォス
- 運用者：ドイツ空軍
- 初飛行：1935年1月18日
- 生産数：6機

ブローム・ウント・フォス Ha 137（Blohm & Voss Ha 137）は、1930年代のドイツの攻撃機である。本機は新生ドイツ空軍で最初の急降下爆撃専用機の競争試作に参加した。この競争試作は最終的にユンカース Ju 87の勝利となったが、Ha 137はこの時点で誕生してから2年に満たないB&Vハンブルガー社が有能な設計チームを持っていることを証明して見せた。1機のHa 137の単座型試作機がレヒリンでヘンシェル Hs 123と比較試験にかけられたことは興味深い事項である。

## 設計と開発
ハンブルガー社は、主任設計技師のラインホルト・メーヴェス（Reinhold Mewes）の指導下でこれといった特徴のない複葉の練習機であるHa 135を既に設計していた。この後メーヴェスは別の小企業フィーゼラー社へと移った。ハンブルガー社はメーヴェスの後任として10年間川崎航空機に勤務しドイツへの帰国を考えていたリヒャルト・フォークトを雇用した。日本を離れる前にフォークトは、クロームめっきを施した1本の鋼管（たいていは正方形か長方形断面）で主翼の中央部と燃料タンクの双方を構成するという新しい設計の桁の開発を行っていた。
1934年に急降下爆撃機計画への参加が募られたときにハンブルガー社は応募会社としての指名すらされなかった。フォークトは自身の新しい工法が従来の設計よりも高性能な機体で要求される強度をもたらすと確信していたため、Projekt 6の作業を開始してとりあえず提案した。またより保守的な複葉機であるProjekt 7の作業も開始した。

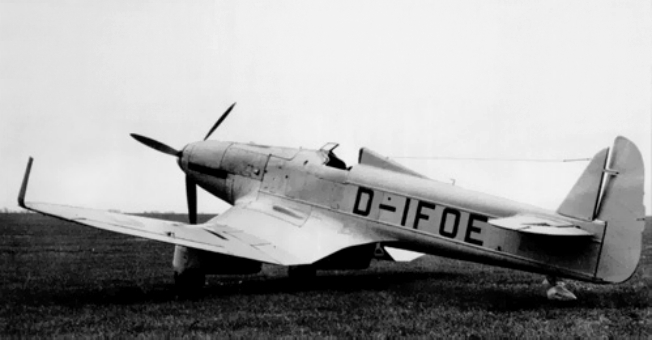
ブローム・ウント・フォス Ha 137 V-5.

Projekt 6は本質的にフォークトの川崎時代最後の作である川崎 キ 5の拡大版であった。機体は全金属製、モノコック構造の胴体を持つ設計は急降下爆撃機というよりも戦闘機（特にハインケル He 112に似ていた）のような外観をしていた。主翼は鋼管桁方式を採用しており、この内部は燃料タンクとして270 L (70 US gal)分の燃料が封じ込められていた。降着装置は固定式であったためその長さとそれに伴う抗力を減じるために主翼が付け根から4分の1程のところで逆ガルウィング状に折り曲げられていた。主車輪には片側2本ずつのショックアブソーバーを備えていたため脚柱の覆いは大きなものとなったことからその部分には試験的に7.92 mm (.312 in) MG 17 機関銃を、望めば20 mm MG FF機関砲を搭載することができた。更に2丁のMG 17 機関銃を胴体のエンジン上部に備えていた。
エンジンが不具合の種であることが判明した。フォークトは元々新型のBMW XVを搭載する設計を提案していたが、このエンジンの将来性が疑問視されるとドイツ航空省（RLM）は後にドイツ国内でBMW 132としてライセンス生産されることとなる485 kW (650 hp)のプラット・アンド・ホイットニー ホーネット 星型エンジンに換装するように求めてきた。フォークトの設計チームはホーネットを使用した案をProjekt 6a、その代替案でロールス・ロイス ケストレルを使用した案をProjekt 6bとして設計し直した。RLMはこの改設計案が3機分の試作機製造資金を拠出するに十分魅力的であることと判断した。
ホーネット搭載のHa 137 V1は1935年4月に初飛行を行い、翌月にはV2がこれに続いた。この年の夏に両機はトラフェミュンデへ送られた。ホーネットは大きく嵩張るために急降下中の視認性に大きな影響を与えることが早々と判明したことからRLMは試作3号機をエンジンマウントの変更と幾分奇妙な形状の機首下面のラジエーターの追加で作業が遅れ気味であったケストレル搭載の6b仕様で完成させるように提言した。この時点で急降下爆撃機計画の最終要求仕様は、自社の提案機が採用されることが既に決まっていたユンカース社から直接持ち出された複座配置という条件を求めて引き上げられた。これによりHa 137は競争試作から締め出されることになったが、どちらにしろ現実的にはユンカース機以外が採用される見込みは無かった。
それにもかかわらずRLMは新型ユンカース ユモ 210エンジンを搭載した更に3機の試作機を発注するほどこの機の設計に興味を持っていた。星型エンジン搭載型は後付けでHa 137Aという名称で知られるようになり、その一方で液冷エンジン搭載型はHa 137Bとなった。1936年中に更なる試験が続行され、試作機は6月に開催された「出来レース」の急降下爆撃機競争試作にも参加した。その後も依然として本機は急降下爆撃の代わりに近接航空支援の役割に使用することが考慮されていたが、その年の後にエルンスト・ウーデットが技術局（T-Amt）を引き継ぐと近接航空支援機は不必要であると判断され、ハンブルガー社にこの機種の開発作業中止が伝えられた。
とりあえずユンカース製エンジンを搭載した3機の試作機は1936年から1937年にかけて製作され、最終的にはブローム・ウント・フォス社のテストベッド機として使用された。V1号機は1935年のテスト中に搭載していた銃の弾薬の暴発により墜落し、V6号機のD-IDTEは1937年7月に墜落したが、残りの4機はエンジンの補修部品が欠品となり最後に飛行停止となるまでの数年間使用され続けた。
フォークトはProjekt 11として海軍版の開発作業も行っていたが、着艦装置や11bモデルでのフロートの追加は航続距離を劇的に減らすことになり、実現可能性は無かった。

## 要目 (Ha 137 V4)
出典: 
諸元
- 乗員: 1
- 全長: 9.45 m （31 ft 0 in）
- 全高: 2.8 m （9 ft 2 in）
- 翼幅: 11.15 m（36 ft 7 in）
- 翼面積: 23.5 m2 （253 ft2）
- 空虚重量: 1,814 kg （3,999 lb）
- 運用時重量: 2,415 kg （5,324 lb）
- 有効搭載量: kg （lb）
- 最大離陸重量: kg （lb）
- 動力: ユンカース ユモ 210Aa 液冷 倒立 V型12気筒エンジン、440 kW（離昇）、455 kW：2,600 m (8,530 ft) （590 hp（離昇）、610 hp：2,600 m (8,530 ft)）   × 1

性能
- 超過禁止速度: km/h （kt）
- 最大速度: 297 km/h （160 kn） 185 mph：2,000 m (6,562 ft)
- 巡航速度: 290 km/h （157 kn） 180 mph：2,000 m (6,562 ft)
- 失速速度: km/h （kt）
- フェリー飛行時航続距離: km （海里）
- 航続距離: 575 km （310 nmi） 357 mi
- 実用上昇限度: 7,000 m （22,966 ft）
- 上昇率: 8.33 m/s （1,640 ft/min）
- 離陸滑走距離: m （ft）
- 着陸滑走距離: m （ft）
- 翼面荷重: kg/m2 （lb/ft2）
- 馬力荷重（プロペラ）: kW/kg （lb/hp）

武装
- 固定武装: 2 × 7.92 mm (.312 in) MG 17 機関銃（前部胴体上部）、2 × 7.92 mm (.312 in) MG 17 機関銃または2 × 20 mm (0.787 in) MG FF機関砲（主脚覆い部）
- 爆弾: 4 × 50 kg (110.2 lb) SC50 爆弾